# Diadegma erythropoda
Diadegma erythropoda är en stekelart som beskrevs av Kusigemati 1987. Diadegma erythropoda ingår i släktet Diadegma och familjen brokparasitsteklar. Inga underarter finns listade i Catalogue of Life.